# Петрушиха (Алтайский край)
Петрушиха — село в Кытмановском районе Алтайского края. Входит в состав Кытмановского сельсовета.

## История
Основано в 1750 году. В 1928 году село Петрушихинское состояло из 249 хозяйств, основное население — русские. В административном отношении являлось центром Петрушихинского сельсовета Верх-Чумышского района Барнаульского округа Сибирского края.

## Население
| 1926 | 1997 | 1998 | 1999 | 2000 | 2001 | 2002 | 2003 | 2004 | 2005 |
| ---- | ---- | ---- | ---- | ---- | ---- | ---- | ---- | ---- | ---- |
| 1367 | ↘379 | ↗393 | ↘361 | ↗362 | ↗389 | ↘360 | ↘336 | ↘322 | ↘305 |
| 2006 | 2007 | 2008 | 2009 | 2010 | 2011 | 2012 | 2013 |      |      |
| ↘288 | ↘280 | ↗285 | ↘273 | ↘235 | ↘231 | ↘230 | ↘221 |      |      |

Национальный состав
Согласно результатам переписи 2002 года, в национальной структуре населения русские составляли 95 %.